# براندون جی. دردن
براندون جی. دردن (انگلیسی: Brandon J. Dirden؛ زادهٔ ۱۹۷۹ میلادی) بازیگر اهل ایالات متحده آمریکا است.
از فیلم‌ها یا برنامه‌های تلویزیونی که وی در آن نقش داشته‌است می‌توان به آمریکایی‌ها اشاره کرد.